# Andrea Giuliano
Andrea Giuliano (La Spezia, ? – ) olasz melegjogi aktivista, fotós. A 2014-es Meleg Méltóság Menete óta széles körben ismert.

## Életrajz
La Speziában született. 2004-ben cserediák volt Debrecenben. 2007-ben egy európai uniós projekt keretében érkezett Budapestre.
A 2014-es Budapest Pride alkalmával a Kolorban kiállították A Meztelen Én / The Naked Self című fotósorozatát. Ugyanezen a Pride-on az öltözködése miatt (papnak öltözött, továbbá a nála lévő transzparensen Árpád-sávos Nagy-Magyarország képre egy férfi nemi szerv volt rajzolva) magyar szélsőjobboldali személyek több százszor életveszélyesen megfenyegették.
Jeszenszky Sándor, a Nemzeti Érzelmű Motorosok Egyesület elnöke 2014. augusztus 4-én feljelentette Andrea Giulianót. Jeszenszky Sándor becsületsértéssel vádolta.
2015. július 20-án 1 óra 30 perckor Ferencvárosban a Balázs Béla utca és Sobieski János utca kereszteződésében Andrea Giulianot orrba verték. 2015. július 21-én 10 óra 25 perckor P. Marcellt előállították a nyomozók súlyos testi sértés bűntett elkövetésének megalapozott gyanúja miatt. P. Marcellt Józsefvárosban, a Tolnai Lajos utcában fogták el és állították elő. A támadásnak valószínűleg nem volt köze Giuliano melegjogi aktivizmusához.
Andrea Giuliano 2015-ben a barátaival egy migránsokat segítő akciócsoportot alapított.
2016-ban Budapesten bemutatták a Társaság a Szabadságjogokért róla készült filmjét. Andrea Giuliano 2016-ban elhagyta Magyarországot, mert a magyarországi hatósági szervek semmit nem fognak tenni az ügyében. A Társaság a Szabadságjogokért szervezet segítségével strasbourgi pert indított a magyarországi állam és hatósági szervek ellen, mert nem érvényesíthette a törvény előtti egyenlőségét.
Magyarországon az Unisys Kft. vállalkozásnál dolgozott, ahol elvesztette munkáját, miután főnökei számos, vele kapcsolatos inzultáló e-mailt kaptak.